# 空对象模式
空对象模式 （null object Pattern）是一种软件设计模式。可以用于返回无意义的对象时，它可以承担处理null的责任。有时候空对象也被视为一种设计模式。 

## 示例

### C++
```
public
 
class
 
NoCommand
 
:
 
public
 
Command

{

    
public
 
void
 
execute
()

   
{}

}

```